# 高子 (孟子弟子)
高子，一說名宋，一說名齊，又說為行，生卒年不詳。戰國時齊國人，孟子弟子，曾離開孟子改學他道。相傳《詩經》由孔子傳授給子夏，再傳授給高行子，王應麟認為高行子就是孟子弟子高子。在《孟子》書中有另一位被孟子稱為高叟的高子，無法確定兩者是否為同一人。

## 生平
孟子因與齊宣王理念不合而離開齊國時，曾被齊國人尹士批評，高子將尹士的批評轉告孟子。孟子則表達了自己對施行王道的深切期許，尹士聽了之後很慚愧。
高子曾因向道未明，離開孟子改學其他學術。孟子告誡他說，山間小徑常走就會變成大路，但如果幾天不走就會長滿茅草，今天高子的心就是被茅草阻塞了。
高子曾認為禹時的樂聲勝過周文王時的樂聲，因為禹時的鐘鈕都像是快蛀斷了一樣。孟子則認為這點不足為據，就像是城門前的車軌較深，也不是一兩匹馬的力氣所造就的。
高子（此處孟子稱其為高叟）曾說《詩經》中的〈小弁〉是小人之詩，公孫丑以此語問孟子。孟子認為高子的解讀過於固執，〈小弁〉之所以顯得怨恨，是因為作者想要親近其尊親，此正是「仁」的表現。

## 稱號
- 北宋政和五年（1115年）：泗水伯
- 明朝萬曆三十九年（1611年）：先儒高氏